# Eremascus
Eremascus är ett släkte av svampar. Eremascus ingår i familjen Eremascaceae, klassen Eurotiomycetes, divisionen sporsäcksvampar och riket svampar.
| Eremascus | \| \| Eremascus fertilis \| \| \| \| \| \| Eremascus albus \| \| \| \| |
|           | \| \| Eremascus fertilis \| \| \| \| \| \| Eremascus albus \| \| \| \| |
|           | Eremascus fertilis                                                     |
|           |                                                                        |
|           | Eremascus albus                                                        |
|           |                                                                        |

|  | Eremascus fertilis |
|  |                    |
|  | Eremascus albus    |
|  |                    |